# Banja Vrućica
Banja Vrućica (cyr. Бања Врућица) – wieś w Bośni i Hercegowinie, w Republice Serbskiej, w gminie Teslić. W 2013 roku liczyła 2181 mieszkańców.